# ラファエル・マイティモ
ラファエル・ギレルモ・エドゥアルド・マルティモ（Raphaël Guillermo Eduardo Maitimo、1984年3月17日 - ）は、オランダ・ロッテルダム出身でインドネシアに帰化した元サッカー選手。元インドネシア代表。現役時代のポジションはMF。

## クラブ歴
6歳の時にVVニューヴェルケルクでサッカーを始めた。その2年後にはオランダ国内の複数のプロクラブからスカウトされ、彼はフェイエノールトを選んだ。フェイエノールトのユースではロビン・ファン・ペルシと時を共にした。
プロサッカー選手としての道は十分に開かれていた彼であったが、スポーツ経済学の学士課程も受講していた。一方でプロ選手になるための特別課程もロッテルダム応用科学大学で受け、経済学士を得た。
選手としてはエールステ・ディヴィジに所属するFCドルトレヒトで初出場を果たした。その後、フェイエノールトを経て、中国サッカー・乙級リーグの北京理工大学に所属した。そして2011年にインドネシアに移り、プルシレス・バリ・デヴァダFCに加入した。2012年にはオランダに戻り、VVカペッレに加入した。
2013年にインドネシアに戻り、インドネシア・スーパーリーグ所属のミトラ・クカールFCに加入。2013シーズンのリーグでは35試合1得点、2014シーズンのインドネシア・インターアイランド・カップでは6試合3得点の結果を残した。
2015年1月初めにはスリウィジャヤFCに移籍した。その後、タイやマレーシアのクラブからもオファーがあったもののプルシジャ・ジャカルタに移籍し、2016年1月にアレマ・インドネシアFCに1年契約で移籍した。

## 代表歴
ユース年代、つまりオランダのU-15、U-16、U-17の代表ではヴェスレイ・スナイデルやアリエン・ロッベンらと共にプレイした。
2010年10月にはインドネシアサッカー協会からインドネシア代表への誘いを受けた。事務的な問題を解決するのには長い時間を要したが、2012年11月25日に2012 AFFスズキカップのラオス代表で出場を果たした。また、この試合で味方のループキックをヘディングでゴールに押し込み初得点も達成した。この試合は2-2の引分で終わった。2014年3月26日にはスペインで行われたアンドラ代表戦で決勝点を挙げている。この1-0で終わった試合はインドネシア代表史上初めてのヨーロッパでの勝利であった。
AFCアジアカップ2015予選の最中には監督が4回変わったインドネシア代表であるが、その5人全員に招集されたのはただ彼一人であった。
彼が代表で最も目立った場面は、2013年6月7日にゲロラ・ブン・カルノ・スタジアムで行われたオランダ代表との親善試合である。この試合ではかつてのチームメイトである、ロビン・ファン・ペルシ、ヴェスレイ・スナイデル、アリエン・ロッベンとの再会を果たした。

## 個人成績
| インドネシア代表 | インドネシア代表 | インドネシア代表 |
| 年               | 出場             | 得点             |
| ---------------- | ---------------- | ---------------- |
| 2012             | 3                | 1                |
| 2013             | 7                | 0                |
| 2014             | 9                | 2                |
| 2015             | 2                | 1                |
| 計               | 21               | 4                |

代表での得点一覧
| #  | 日附           | 場所                                                     | 対戦相手   | 得点 | 結果 | 大会                 |
| -- | -------------- | -------------------------------------------------------- | ---------- | ---- | ---- | -------------------- |
| 1. | 2012年11月25日 | クアラルンプール・ブキット・ジャリル国立競技場           | ラオス     | 1-1  | 2-2  | 2012 AFFスズキカップ |
| 2. | 2014年3月26日  | バレンシア州アルジラエスタディオ・ルイス・スニェル・ピコ | アンドラ   | 0-1  | 0-1  | 親善試合             |
| 3. | 2014年9月25日  | 東ジャワ州マラン・ガジャヤナスタジアム                   | カンボジア | 1-0  | 1-0  | 親善試合             |
| 4. | 2015年3月30日  | 東ジャワ州シドアルジョ県デルタ・スタジアム               | ミャンマー | 0-1  | 1-2  | 親善試合             |